# Kamil Glik
Kamil Jacek Glik, född 3 februari 1988 i Jastrzębie-Zdrój, är en polsk fotbollsspelare (mittback) som spelar för KS Cracovia.

## Biografi
Gliks farfar var en tysk medborgare från Övre Schlesien med efternamnet Glück.

## Klubbkarriär
Från 2006-2008 spelade Glik i UD Horadada och Real Madrid C i Spanien. Den 6 augusti 2008 skrev han på ett fyraårskontrakt för den polska högstadivisionsklubben Piast Gliwice. Han gjorde sin Ekstraklasa-debut den 30 augusti 2008, när han kom in som avbytare. Direkt från nästa match blev han ordinarie i lagets startelva.
I juli 2010 blev det känt att Glik hade börjat förhandlingar med den italienska klubben Palermo. Flytten blev officiellt bekräftad av Palermo den 7 juli.
Den 28 december 2010 tillkännagav Palermo att Glik skulle lånas ut till Bari. Han debuterade för Bari den 6 januari 2011 i en 0-1-seger över Lecce.
Den 4 juli 2016 värvades Glik av AS Monaco, där han skrev på ett fyraårskontrakt. Den 11 augusti 2020 värvades Glik av Benevento, där han skrev på ett treårskontrakt.

## Landslagskarriär
Glik debuterade för det polska fotbollslandslaget i januari 2010 i en King's Cup-match mot Thailand. Före det hade han representerat Polen på U19 och U21-nivå.